# ماربل‌تاون (نیویورک)
ماربل‌تاون (به انگلیسی: Marbletown) یک منطقهٔ مسکونی در ایالات متحده آمریکا است که در شهرستان اولستر، نیویورک واقع شده‌است. ماربل‌تاون ۱۴۲٫۹۲ کیلومتر مربع مساحت و ۵٬۶۵۸ نفر جمعیت دارد و ۲۵۵ متر بالاتر از سطح دریا واقع شده‌است.